# Katsuhiro Shiohama
Katsuhiro Shiohama (jap. 塩浜 勝博, Shiohama Katsuhiro; * 2. Juli 1940 in der Präfektur Tokio) ist ein japanischer Mathematiker, der sich mit Differentialgeometrie befasst.
Shiohama studierte am Tokyo Institute of Technology mit dem Bachelor-Abschluss 1964 und dem Master-Abschluss 1966 und wurde dort 1973 bei Tominosuke Otsuki  promoviert. Ab 1967 war er dort wissenschaftlicher Assistent und ab 1973 außerordentlicher Professor an der Universität Tsukuba, an der er 1982 ordentlicher Professor wurde. 1985 wurde er Professor an der Universität Kyūshū und 1998 an der Universität Saga. 2006 wurde er emeritiert.
Er war 1970 bis 1972 mit einem Humboldt-Stipendium an der Universität Bonn und nochmals 1979/80 und war 1975/76 Gastprofessor in Kopenhagen und 1978 und 1987 an der University of California in Los Angeles. Mit Karsten Grove bewies er den Sphärensatz von Grove-Shiohama.
1980 erhielt er den  Iyanaga-Preis.

## Schriften
- mit Takashi Shioya: The Geometry of Total Curvature on Complete Open Surfaces, Cambridge Tracts in Mathematics 159, Cambridge University Press 2003
- Herausgeber mit Takahasi Sakai, Toshikazu Sunada: Curvature and Topology of Riemannian Manifolds: Proceedings of the 17th International Taniguchi Symposium held in Katata, Japan, August 26–31, 1985, Springer, Lecture Notes in Mathematics 1201, 1986
- An introduction to the geometry of Alexandrov spaces, Seoul National University, Research Institute of Mathematics, Global Analysis Research Center, 1993
- mit Karsten Grove: A generalized sphere theorem. Ann. Math. 106, 201–211 (1977)